# 三重県立名張桔梗丘高等学校
三重県立名張桔梗丘高等学校（みえけんりつ なばりききょうがおかこうとうがっこう）は、三重県名張市桔梗が丘に所在した公立の高等学校。

## 概要
名張市内では名張高等学校に次ぐ、2校目の県立高校として1973年（昭和48年）に創立された。
伊賀地域高等学校再編活性化推進協議会が2015年度（平成27年度）を目途に三重県立名張西高等学校と統合するよう、2012年（平成24年度）に意見を取りまとめた。その後、三重県教育委員会は、名張地域新高等学校(統合後の学校)の設置については、2016年（平成28年）4月1日に行うと発表した。
2018年（平成30年）3月に最後の卒業生が卒業し、45年の歴史に幕を閉じることとなった。
高校跡地には2020年（令和2年）4月に名張市立桔梗が丘中学校が移転開校した。当初は小中一貫校「（仮称）桔梗学園」とする計画であったが、社会情勢の変化などから見送られることとなった。
2020年8月には校地が再利用されている名張市立桔梗が丘中学校に県立名張桔梗丘高等学校の記念碑が建てられた。また、県立名張桔梗丘高等学校同窓会から名張市立桔梗が丘中学校に製氷機が寄贈された。

## 設置学科
- 普通科

## 沿革
- 1973年 - 3月30日 三重県条例第24号により1973年（昭和48年）4月1日開校。
- 1973年 - 4月9日 開校式挙行
- 1973年 - 6月10日 校章制定
- 1973年 - 7月31日 運動場整地作業完了
- 1973年 - 12月30日 武道場竣工
- 1974年 - 1月25日 武道場開き
- 1974年 - 3月7日 変電室完成
- 1974年 - 3月12日〜15日 緑化作業実施。校舎前の植樹完了。
- 1974年 - 10月8日 愛唱歌「われらが桔高」(作詞:中内 節、作曲:菅生 和是)作曲完成披露。
- 1975年 - 3月12日〜14日 緑化作業実施。校門入口、運動場周辺に植樹。
- 1975年 - 3月31日 特別教室棟1期分完成
- 1975年 - 10月4日 体育館完成
- 1975年 - 10月24日 名張桔梗丘高等学校特別教育活動後援会結成
- 1975年 - 11月18日 体育館前ロータリー完成
- 1975年 - 11月23日 校旗推戴、校歌(作詞:藪田 義雄、作曲:矢代 秋雄)発表、校門完成披露
- 1975年 - 11月24日 体育館開き記念行事開催(鐘紡バレー選手団模範試合)。
- 1976年 - 3月1日 第1回卒業式挙行
- 1976年 - 3月30日 運動場南西周囲にフェンス設置
- 1977年 - 3月1日 国旗掲揚塔完成披露
- 1977年 - 3月31日 特別教室棟2期分完成
- 1978年 - 3月31日 中庭造園、校舎前舗装工事完成
- 1978年 - 5月17日 校舎落成記念式典挙行
- 1980年 - 3月31日 汚水処理集中管理工事完成(中村コミュニティプラント)
- 1981年 - 高等学校習熟度指導研究校に指定される（3年間）
- 1983年 - 3月12日 第3棟及び渡り廊下・体育館倉庫工事完成
- 1983年 - 10月31日 創立10周年記念式典挙行
- 1983年 - 10月31日 体育館周辺舗装及び外構工事完成
- 1985年 - 3月12日 屋外便所完成
- 1985年 - 3月26日 防球ネット設置
- 1986年 - 3月27日 体育館周辺渡り廊下工事完成
- 1987年 - 3月6日 校舎周辺環境整備事業完成
- 1987年 - 3月31日 トレーニング場完成
- 1988年 - 3月31日 クラブハウス完成
- 1989年 - 2月14日 教育方法等開発特別補助によりパーソナルコンピュータ24台導入
- 1990年 - 3月30日 校舎北側に囲障(フェンス)設置。小会議室及び生徒指導部を改装。
- 1990年 - 10月30日 テニスコート1面増設
- 1992年 - 11月13日 創立20周年記念式典挙行
- 2002年 - 4月1日 普通科単位制高等学校としてスタート。制服改定。
- 2003年 - 4月1日 二期制導入。
- 2009年 - 野球部が部員の喫煙により21世紀枠を辞退。
- 2016年 - 三重県立名張西高等学校と統合した三重県立名張青峰高等学校が開校したため、生徒募集停止。
- 2018年3月 - 閉校。

## 校歌
校歌は1975年制定。校歌制定に先立って愛唱歌「われらが桔高」が作られ1973年の開校から1975年の校歌完成まで主に歌われた。

## 教育方針
心身の調和のとれた成長、発達をはかり、明朗健全で創造的なたくましい人間を育成する

### 教育目標
- 新しいことに勇気をもって挑戦する、自立の精神をもった人間の育成に努める
- 自主的、自発的な学習態度の育成を図り、学力の向上に努める
- あらゆる差別を許さず、他人を思いやれる温かい心を持った人間の育成に努める
- 自主活動や部活動を盛んにし、個性の伸長に努める

### 進路
関西方面への大学に進学する生徒が多かった。

## 学校行事
- 4月 - 新入生オリエンテーション、遠足
- 6月 - 体育祭
- 7月 - 図書館ミニミニ講座
- 9月 - 文化祭
- 10月 - 球技大会、中学生公開講座、修学旅行（沖縄）
- 12月 - 図書館ミニミニ講座
- 2月 - マラソン大会
- 3月 - 映画鑑賞会

## 部活動
吹奏楽部や野球部などが数年に一度、高い成績を出して地元の期待を担っていた。
特にハンドボール部は東海大会に多く出場していた。
運動部
陸上、柔道、硬式野球、剣道、バスケットボール、女子ソフトボール、バレーボール、サッカー、ソフトテニス、テニス、卓球、ハンドボール、チャーリ
文化部
吹奏楽、美術、箏曲、書道、茶道、写真、コンピュータ、E・S・S、演劇、社会福祉、放送、人権サークルぶんぶん新聞&文芸）、将棋、科学、ソーイング、図書

## 交通
- 近鉄大阪線 桔梗が丘駅より三重交通バス01、02系統桔梗が丘循環線、04系統すずらん台行き、07-1系統市立病院行きで高校口下車徒歩2分
- 近鉄大阪線 桔梗が丘駅より徒歩20分

### 出身者
- 堀越英範（柔道家）
- 大橋浩司（サッカー指導者） - サッカー日本女子代表監督
- 水田わさび（声優）
- 呉美保（映画監督）
- 桂三弥（落語家）
- 大知正紘（シンガーソングライター）
- 松井かれん（NHK名古屋放送局契約キャスター） - 元鈴鹿サーキットクイーン33期生